# Сантос де Гуапилес
Сантос де Гуапилес (исп. Santos de Guápiles) — коста-риканский футбольный клуб из округа Гуапилес (кантон Покоси), выступающий в Примере Коста-Рики. Домашние матчи команда проводит на стадионе «Эбаль Родригес», вмещающем 3300 зрителей.

## История
История «Сантос де Гуапилес» берёт своё начало в 1961 году. В начале того года Коста-Рику посетил бразильский футбольный клуб «Сантос» с легендарным Пеле в своём составе. Бразильцы в рамках своего американского тура разгромили местные «Депортиво Саприссу» (7:3) и «Эредиано» (3:0). В это же время в Гуапилесе велась деятельность по созданию местной футбольной команды, которой и было решено дать название бразильского клуба.
На протяжении нескольких десятилетий «Сантос де Гуапилес» выступал в третьем по значимости футбольном дивизионе страны. В 1997 году «Сантос де Гуапилес» вышел во второй по значимости дивизион Коста-Рики, а спустя два года (24 мая 1999 года), одолев клуб «Мунисипаль Либерия» впервые в своей истории вышел в Примеру. По окончании того матча в городе Либерия, где он проходил, произошли массовые беспорядки с участием фанатов обеих команд.
Первый свой матч на высшем уровне «Сантос де Гуапилес» играл 8 августа 1999 года на выезде с именитой «Депортиво Саприссой» и сенсационно выиграл его со счётом 2:1. По итогам дебютного сезона клуб во главе с тренером Рональдом Морой занял третье место в чемпионате Коста-Рики. В сезоне 2001/2002 он же привёл «Сантос де Гуапилес» к победе в Апертуре, что позволило команде побороться за чемпионский титул в финале. Сыграв первый домашний матч вничью (2:2) с «Алахуэленсе», победителем Клаусуры, клуб в ответном поединке был разгромлен со счётом 0:4. В конце июля того же года «Сантос де Гуапилес» в двухматчевом противостоянии одолел «Эредиано» (1:1 в гостях и 1:0 дома), занявшего второе место в чемпионате в предыдущем сезоне, и тем самым завоевал право принять участие в Клубном кубок UNCAF 2002. Будучи разгромленным в первом матче этого турнира гватемальским «Комуникасьонесом» со счётом 0:3 коста-риканцы не сумели преодолеть групповой этап, несмотря на свои победы в оставшихся двух матчах.
В последующие годы «Сантос де Гуапилес» не добивался каких-либо успехов, а по итогам сезона 2007/2008 и вовсе вылетел из элиты коста-риканского футбола. Спустя год он смог вернуться обратно, одолев в финале чемпионата во втором дивизионе клуб «Баррио Мехико» лишь в серии послематчевых пенальти (обе встречи финала закончились со счётом 0:0).
По итогам регулярного сезона Летнего чемпионата 2012 года «Сантос де Гуапилес» под руководством уругвайского тренера Сесара Эдуардо Мендеса занял второе место. Одолев в плей-офф «Депортиво Саприссу» (0:1 в гостях и 1:0 дома), клуб вышел в финал турнира, где был бит «Эредиано» (2:4 в гостях и 1:2 дома).
В феврале 2014 года стало известно о продаже клуба группе мексиканских инвесторов во главе с Мохамедом Моралесом, но спустя всего год «Сантос де Гуапилес» вновь перешёл во владение коста-риканцев. По итогам сезона 2016/2017 «Сантос де Гуапилес» занял четвёртое место в общей таблице, что позволило ему сыграть в дебютном розыгрыше Лиги КОНКАКАФ. Одолев в 1/8 финала тринидадский «Сан-Хуан Джаблоти», в 1/4 финала панамский «Чоррильо» и в полуфинале панамский «Арабе Унидо», он проиграл в финале туринира гондурасской «Олимпии». А в следующем розыгрыше Лиги КОНКАКАФ «Сантос де Гуапилес» уступил ямайскому «Портмо Юнайтед» ещё на стадии 1/8 финала.
В розыгрыше Лиги КОНКАКАФ 2021 коста-риканцы не смогли преодолеть четвертьфинал, проиграв канадскому «Форджу». Тем не менее итоговое шестое место в этом турнире дало им право дебютировать в феврале 2022 года в Лиге чемпионов КОНКАКАФ, где они были разгромлены клубом MLS «Нью-Йорк Сити» с общим счётом 0:6.